# XV Premis Goya
La XVa edició dels Premis Goya (oficialment en castellà: Premios Anuales de la Academia "Goya") va tenir lloc al Palau de Congressos de la ciutat de Madrid (Espanya) el 3 de febrer de 2001 i fa referència a aquelles produccions realitzades el 2000. Fou retransmesa per TVE
La presentació de la gala va anar a càrrec de tres parelles d'actors: María Barranco i José Coronado, Loles León i Imanol Arias, i Concha Velasco i Pablo Carbonell. La gala fou dirigida pels directors Juan Luis Iborra i Yolanda García Serrano.
La pel·lícula més nominada de la nit fou La comunidad d'Álex de la Iglesia, amb 15 nominacions, però que únicament aconseguí tres premis, entre ells el de millor actriu (el tercer premi Goya per a Carmen Maura) i millor actor secundari (Emilio Gutiérrez Caba). You're the One (una historia de entonces) de José Luis Garci aconseguí 14 nominacions i 5 premis Goya, entre els més destacats el de millor actriu secundària per Julia Gutiérrez Caba. La gran guanyadora de la nit fou El Bola d'Achero Mañas, que amb 5 nominacions aconseguí 4 premis, entre ells millor pel·lícula, millor guió original i millor direcció novell. El premi al millor director fou pel veterà José Luis Borau i la seva pel·lícula Leo, que tingué 5 nominacions més a part d'aquesta.

## Nominats i guanyadors
| Millor pel·lícula | Millor director |
| --- | --- |
| - El Bola - La comunidad - Leo - You're the One (una historia de entonces) | - José Luis Borau per Leo - Jaime Chávarri per Besos para todos - Álex de la Iglesia per La comunidad - José Luis Garci per You're the One (una historia de entonces)                                                                                                 |
| Millor actor | Millor actriu |
| - Juan Luis Galiardo per Adiós con el corazón - Carmelo Gómez per El portero - Juan Diego Botto per Plenilunio - Miguel Ángel Solá per Sé quién eres | - Carmen Maura per La comunidad - Icíar Bollaín per Leo - Adriana Ozores per Plenilunio - Lydia Bosch per You're the One (una historia de entonces) |
| Millor actor secundari | Millor actriu secundària |
| - Emilio Gutiérrez Caba per La comunidad - Luis Cuenca per Obra maestra - Juan Diego per You're the One (una historia de entonces) - Iñaki Miramón per You're the One (una historia de entonces) | - Julia Gutiérrez Caba per You're the One (una historia de entonces) - Chusa Barbero per Besos para todos - Terele Pávez per La comunidad - Ana Fernández per You're the One (una historia de entonces)                                                               |
| Millor guió original | Millor guió adaptat |
| - Achero Mañas i Verónica Fernández per El Bola - Álex de la Iglesia i Jorge Guerricaechevarría per La comunidad - José Luis Borau per Leo - José Luis Garci i Horacio Valcárcel per You're the One (una historia de entonces) | - Fernando Fernán Gómez per Lázaro de Tormes - Salvador García Ruiz per El otro barrio - Manuel Hidalgo Ruiz i Gonzalo Suárez per El portero - Cesc Gay i Tomàs Aragay per Krámpack                                                                                   |
| Millor director novell | Millor direcció de producció |
| - Achero Mañas per El Bola - Daniel Monzón per El corazón del guerrero - Cesc Gay per Krámpack - Patricia Ferreira per Sé quién eres | - Luis María Delgado per You're the One (una historia de entonces) - Tino Pont per El corazón del guerrero - Juanma Pagazaurtundua per La comunidad - Carmen Martínez Muñoz per Lázaro de Tormes                                                                      |
| Millor actor revelació | Millor actriu revelació |
| - Juan José Ballesta per El Bola - Jordi Vilches per Krámpack - Javier Batanero per Leo - Pablo Carbonell per Obra maestra | - Laia Marull per Fugitivas - Pilar López de Ayala per Besos para todos - Antònia Torrens per El mar - Luisa Martín per Terca vida |
| Millor pel·lícula hispanoamericana | Millor pel·lícula europea |
| - Plata quemada de Marcelo Piñeyro ( Argentina) - Lista de espera de Juan Carlos Tabío ( Cuba) - Pantaleón y las visitadoras de Francisco J. Lombardi ( Perú) - Ratas, ratones, rateros de Sebastián Cordero ( Equador) | - Dancer in the Dark de Lars von Trier ( Dinamarca) - Chicken Run de Peter Lord i Nick Park ( Regne Unit) - Trolösa de Liv Ullmann ( Suècia) - East is East de Damien O'Donnell ( Regne Unit)                                                                         |
| Millor fotografia | Millor muntatge |
| - Raúl Pérez Cubero per You're the One (una historia de entonces) - José Luis López Linares per Calle 54 - Jaume Peracaula per El mar - Kiko de la Rica per La comunidad - Gonzalo F. Berridi per Plenilunio | - Miguel González-Sinde per You're the One (una historia de entonces) - Carmen Frías per Calle 54 - Alejandro Lázaro per La comunidad - José Salcedo per Leo |
| Millor direcció artística | Millor vestuari |
| - Gil Parrondo per You're the One (una historia de entonces) - Fernando Sáenz i Ulia Loureiro per Besos para todos - José Luis Arrizabalaga i Biaffra per La comunidad - Luis Ramírez per Lázaro de Tormes | - Javier Artiñano per Lázaro de Tormes - Pedro Moreno per La lengua de las mariposas - Paco Delgado per La comunidad - Gumersindo Andrés per You're the One (una historia de entonces)                                                                                |
| Millor so | Millor música |
| - Thom Cadley, Mark Wilder, Pierre Gamet, Martin Gamet, Dominique Hennequin i Marisa Hernández per Calle 54 - Daniel Goldstein, Ricardo Steinberg, Sergio Burman i Jaime Fernández per El Bola - Antonio Rodríguez, Jaime Fernández, James Muñoz i José Vinader per La comunidad - Gilles Ortion, Ray Guillon i James Muñoz per Plenilunio | - José Nieto per Sé quién eres - Nacho Mastretta, Carlos Jean i Najwa Nimri per Asfalto - Roque Baños per La comunidad - Antonio Meliveo per Plenilunio |
| Millor maquillatge | Millors efectes especials |
| - Romana González i Josefa Morales per Besos para todos - José Quetglas i Mercedes Guillot per La comunidad - Juan Pedro Hernández i Esther Martín per Lázaro de Tormes - Paca Almenara i Antonio Panizza per You're the One (una historia de entonces)                                                                                    | - Félix Bergés, Raúl Romanillos, Pau Costa i Julio Navarro per La comunidad - Juan Ramón Molina i Alfonso Nieto per Año mariano - Reyes Abades i Félix Bergés per El arte de morir - Emilio Ruiz del Río, Alfonso Nieto, Raúl Romanillos i Pau Costa per Obra maestra |
| Millor cançó | Millor curtmetratge de ficció |
| - Manuel Malou, Natboccara i J.J. Chaleco per Fugitivas (Fugitivas) - A Pérez, Suso Saiz, Cristina Lliso i Tito Fargo per El arte de morir (El arte de morir) - Abigail Marcet i Arturo Pérez-Reverte per Gitano (Gitano) - Ismael Serrano per Km. 0 (Km. 0)                                                                               | - Pantalones d'Ana Martínez Álvarez - El beso de la tierra de Lucinda Torre - El puzle de Belén Macías - Los Almendros - Plaza nueva - d'Álvaro Alonso - The Raven... Nevermore de Tinieblas González                                                                 |
| Millor pel·lícula d'animació | Goya d'honor |
| - La isla del cangrejo d'Joxean Muñoz i Txabi Basterretxea - 10 + 2: El gran secret de Miquel Pujol - El ladrón de sueños d'Ángel Alonso García - Marco Antonio. Rescate en Hong Kong de Carlos Varela Adalid i Manuel J. García | - José Luis Dibildos (productor i guionista) |